# Etheostoma pseudovulatum
Etheostoma pseudovulatum är en fiskart som beskrevs av Page och Patrick A. Ceas 1992. Etheostoma pseudovulatum ingår i släktet Etheostoma och familjen abborrfiskar. Inga underarter finns listade i Catalogue of Life.